# Thank You (альбом Дайаны Росс)
Thank You (с англ. — «Благодарю вас») — двадцать пятый студийный альбом американской певицы Дайаны Росс, релиз которого состоялся 5 ноября 2021 года на лейбле Decca Records.
На 65-й церемонии «Грэмми» альбом получил номинацию в категории «Лучший традиционный вокальный поп-альбом».

## Предыстория и запись
Это первый студийный альбом Росс с 2006 года, когда был выпущен I Love You, и первый оригинальный материал с 1999 года, когда был выпущен Every Day Is a New Day. Альбом был записан во время пандемии COVID-19 в 2020 году на домашней студии певицы. Росс стала соавтором всех 13-ти треков, продюсером альбома стал Джек Антонофф, также в работе приняли участие музыканты Джимми Нейпс, Тейлор Паркс и Спайк Стент.

## Релиз и продвижение
Заглавный трек был выпущен в качестве лид-сингла 17 июня 2021 года. В британском чарте UK Singles Sales он дебютировал на 38-м месте, а в чарте UK Singles Downloads Chart — на 37-м. К нему также были выпущены танцевальные ремиксы. Позже релиз альбома был перенесён с 10 сентября на 5 ноября. До релиза альбома было выпущено ещё три сингла: «If the World Just Danced», «All Is Well» и «I Still Believe». «If the World Just Danced» также сопровождался ремиксами и попал в чарты UK Singles Sales и UK Singles Downloads Chart на 57-е и 56-е места соответственно. На песни «All Is Well» и «I Still Believe» также были сняты видеоклипы.
Альбом смог дебютировать на 7-м месте в британском чарте UK Albums Chart, став уже десятым, попавшим в первую десятку в стране. Также альбом дебютировал на 6-м месте в чарте Шотландии. В бельгийской Фландрии, Германии и Швейцарии альбом дебютировал в топ-40, в Нидерландах — на 42-м месте. В родных Соединённых Штатах певица не смогла попасть в Billboard 200, но занял 19-е место в чарте Top Album Sales, также пластинка отметилась на 25-м месте в чарте Top R&B Albums.
Певица также объявила, что собирается отправиться в турне в поддержку альбома в 2022 году, а также выступит на фестивале «Гластонбери».

## Отзывы критиков
| Совокупная оценка         | Совокупная оценка |
| Источник                  | Оценка            |
| ------------------------- | ----------------- |
| Album of the Year         | 60/100            |
| AnyDecentMusic?           | 5.6/10            |
| Metacritic                | 60/100            |
| Оценки критиков           |                   |
| Источник                  | Оценка            |
| Albumism                  | [ 28 ]            |
| AllMusic                  | [ 29 ]            |
| The Arts Desk             | [ 30 ]            |
| Entertainment Weekly      | B                 |
| Evening Standard          | [ 32 ]            |
| The Guardian              | [ 33 ]            |
| i                         | [ 34 ]            |
| The Ithacan               | [ 35 ]            |
| The Line of Best Fit      | 8/10              |
| Metro Weekly              | [ 37 ]            |
| MusicOMH                  | [ 38 ]            |
| NME                       | [ 39 ]            |
| Pitchfork                 | 6.2/10            |
| PopMatters                | 5/10              |
| RetroPop                  | [ 42 ]            |
| Rolling Stone             | [ 43 ]            |
| The Sydney Morning Herald | [ 44 ]            |

Альбом получил смешанные отзывы критиков. На сайте-агрегаторе Any Decent Music? альбом имеет среднюю оценку в 5.5 баллов из 10 возможных, на другом сайте, Metacritic, он имеет 60 баллов из 100.
Рецензент Чак Арнольд из Entertainment Weekly отметил, что данный альбом — мощная демонстрация того, насколько хороша Росс даже после двадцатилетнего отсутствия.
В газете Evening Standard заявили, что легенда Motown предлагает поток песен, которые Уолт Дисней отправил бы обратно за то, что они слишком слащавые.
Алексис Петридис из The Guardian предположил, что у большой звезды 1970-х мог бы вполне выйти отличный альбом в жанре диско, поскольку сейчас он переживает ренессанс, вместо этого она предпочла сотрудничество с Джеком Антоноффом. Он назвал альбом анемичным, в котором проблескивает какой-то другой альбом певицы: более жесткий, фанковый, менее глупый.
Кейт Соломон из газеты i назвала долгожданное возвращение невдохновляющим и приторным. Стефани Монтейру из The Ithacan заявила, что данный альбом — ностальгическое, хотя и посредственное дополнение к легендарной дискографии Росс.
Гэри Райан в своей рецензии для NME заявил, что несмотря на заявленное неожиданное сотрудничество с такими исполнителями как Кевин Паркер из Tame Impala, ничего неожиданного в записи не получилось, поскольку все делалось в приторных рамках ветерана поп-сцены. Главной проблемой альбома он назвал тексты песен, которые собрали в себя все возможные клише. Резюмируя он заявил, что альбом ничего не добавляет, но и не ухудшает в карьере Росс.
Шон Монье Metro Weekly из написал, что это работа артистки с глубокой любовью и уважением к своим поклонникам, хотя Thank You вряд ли запомнится как одна из её лучших работ, а будет в основном примечательна тем фактом, что это её первая новая работа за многие годы.
Рецензент журнала Mojo отметил положительную сторону — у Росс хороший голос, но по мере выхода новых альбомов это вызывает меньше восторга.
В обзоре для MusicOMH Алекс Джеффри написал, что в альбоме никто не пытается сделать что-то слишком современное, а небольшое отступление, которое музыканты вносят в создание современной музыки Росс, означает, что мы часто получаем фрагменты её более раннего материала. Это эффективно, но опасность в том, что это дразняще близко звучит как ироничная дань уважения. И поэтому альбом, пожалуй, лучше всего смотрится в самых простых и искренне созданных моментах.
Стив Горовиц, комментируя альбом для PopMatters, заметил, что Росс в основном звучит усталой, и её голос кажется завернутым в марлю, также он отметил, что пластинка перегружена инструментами, поэтому Росс часто конкурирует с ними и всегда проигрывает. Песни ему показались статичными и усталыми, несмотря на танцевальные ритмы, и хотя Росс тщательно выговаривает слова но, по его мнению, она не наполняет их чувством, отчего кажется ведущей новостей читающей с телесуфлера, а не талантливой дивой, которой она является.

## Список композиций
| №                   | Название                   | Автор(ы) | Продюсер                                      | Длительность |
| ------------------- | -------------------------- | --- | --------------------------------------------- | ------------ |
| 1.                  | «Thank You»                | Дайана Росс, Эми Уодж, Кристиан Пол Уоссилек, Натаниэль Ледвидж, Трой Миллер                                  | Трой Миллер                                   | 3:45         |
| 2.                  | «If the World Just Danced» | Дайна Росс, Алиандро Праул, Андре Пинкни, Скотт Картер, Эми Уодж, Ванесса Вуд, Жакетта Синлетон               | Triangle Park                                 | 3:44         |
| 3.                  | «All Is Well»              | Дайана Росс, Фред Уайт, Ронда Росс                                                                            | Трой Миллер                                   | 4:32         |
| 4.                  | «In Your Heart»            | Дайана Росс, Чарли Хиншоу, Эми Уодж                                                                           | Triangle Park                                 | 4:16         |
| 5.                  | «Just in Case»             | Дайана Росс, Тейлор Паркс, Джимми Нейпс, Фредди Векслер, Фред Уайт                                            | Трой Миллер                                   | 3:10         |
| 6.                  | «The Answer’s Always Love» | Сидха Гарретт, Барт Истман                                                                                    | Трой Миллер                                   | 4:33         |
| 7.                  | «Let’s Do It»              | Дайана Росс, Фред Уайт, Рон Фимстер                                                                           | Дайана Росс, Фред Уайт, Neff-U, Triangle Park | 3:40         |
| 8.                  | «I Still Believe»          | Ханна Берней, Отамн Роуи, Рут-Энн Каннингэм, Чарли Маклин                                                     | Чарли Маклин, Джек Антонофф                   | 3:38         |
| 9.                  | «Count on Me»              | Ронда Росс | Трой Миллер, Родни Кендрик                    | 3:30         |
| 10.                 | «Tomorrow»                 | Алиандро Праул, Эми Уодж, Алекс Стейси, Андре Пинкни, Скотт Картер, Крис Стивенс, Кайла Москович, Ванесса Вуд | Triangle Park                                 | 3:23         |
| 11.                 | «Beautiful Love»           | Дайана Росс, Фред Уайт                                                                                        | Трой Миллер                                   | 4:00         |
| 12.                 | «Time to Call»             | Дайана Росс, Теяна Миллер, Трой Миллер                                                                        | Трой Миллер                                   | 3:31         |
| 13.                 | «Come Together»            | Дайана Росс, Чарли Хиншоу, Марви Вудс, Тимоти Блум, Айак Тиик                                                 | Дайана Росс, Трой Миллер                      | 3:43         |
| Общая длительность: | Общая длительность:        | Общая длительность:                                                                                           | Общая длительность:                           | 49:29        |

## Участники записи
Музыканты
- Дайана Росс — вокал, исполнительный продюсер
- Трой Миллер — бас-гитара (1, 11), ударные (1, 3, 11, 13), гитара (1, 6, 11), валторна (1), ударные (1, 3), фортепиано (1, 5, 6, 11-13), синтезатор (1, 3, 11), Родес-пиано (3), дирижер, струнные (6, 9, 12); Moog (6), челеста (11)
- Джеймс Гардинер-Бейтман — саксофоны (1)
- Никол Томпсон — тромбон (1, 13)
- Майк Дэвис — труба (1, 13)
- Том Уолш — труба (1, 13)
- Ванесса Вуд — бэк-вокал (2, 4, 7, 10), вокальная аранжировка (2, 7), вокальное программирование (2, 4, 7)
- Андре Пинкни — бас-гитара (2, 4, 7, 10), акустическая гитара (4), электрогитара (4, 10), клавишные (7, 10)
- Али Праул — клавишные, аранжировка клавишных (2, 4, 7, 10); программирование барабана (2, 4, 10), программирование (2, 10)
- Скотт М. Картер — программирование, вокальное программирование (2, 4, 7, 10); программирование ударных (2, 7)
- Алтея Эдвардс — бэк-вокал (3, 5)
- Филли Лопес — бэк-вокал (3, 5)
- Шарлин Гектор — бэк-вокал (3, 5)
- Тейана Миллер — бэк-вокал (3, 5, 13)
- Брайан Бендер — бас-гитара (3)
- Джон Эштон Томас — дирижер (3, 11, 13)
- Королевский филармонический оркестр — струнные (3, 5, 11, 13)
- Джеймс Морган — дирижер (5)
- Кейон Хэрролд[англ.] — труба (5)
- Лондонский симфонический оркестр — струнные (6, 9, 12)
- Фред Уайт — бэк-вокал (7, 11)
- Терон Фимстер[англ.] — клавишные (7, 13), программирование ударных (13)
- Отэм Роу[англ.] — бэк-вокал (8)
- Чарли Макклин — бэк-вокал, бас, конга, перкуссия, фортепиано, синтезатор (8)
- Эван Смит — бэк-вокал, бас, электрогитара, флейта, программирование, саксофоны, синтезатор (8)
- Рут-Энн Каннингем[англ.] — бэк-вокал (8)
- Вайолет Скайс[англ.] — бэк-вокал (8)
- Джек Антонофф — бас, бонго, барабаны, электрогитара, программирование, синтезатор, тамбурин (8)
- Майки Фридом Харт — бас-гитара, электрогитара, клавишные, фортепиано (8)
- Энни Кларк — электрогитара (8)
- Коул Кеймен-Грин — труба (8)
- Бобби Хоук — труба (8)
- Джон Питерс — цифровое пианино, бас-гитара Moog, программирование (9)
- Родни Кендрик[англ.] — фортепиано (9)
- Майкл Олатуя — вертикальный бас (9)
- Бернард Ламберт — ударные (10)
- Крис Стивенс — хорн (10)
- Кайла Москович — хорн (10)
- Эйден Миллер — тамбурин (12)
- Принс Чарлз — бэк-вокал (13)
- Пол Бут — баритон-саксофон (13)
- Тимоти Блум[англ.] — бас-гитара, электрогитара (13)

Техперсонал
- Рэнди Меррилл — мастеринг
- Спайк Стент — сведение (1-4, 6-12)
- Трой Миллер — сведение (5, 13)
- Дэнни Аллин — звукорежиссёр (1)
- Мэтт Волах — звукорежиссёр (1-4, 6-12)
- Скотт М. Картер — звукорежиссёр (2, 4, 7, 10), звукорежиссёр вокала (2), постановка вокала (2, 4, 7)
- Ольга Фицрой[англ.] — звукорежиссёр (3, 11, 13)
- Льюис Джонс — звукорежиссёр (5, 6, 9, 12)
- Лаура Сиск — звукорежиссёр (8)
- Пит Мин — звукорежиссёр (11)
- Патрик Кольер — звукорежиссёр (13)
- Том Уолш — звукорежиссёр (13)
- Ванесса Вуд — звукорежиссёр (4), продюсирование вокала (4)
- Джон Руни — ассистент звукорежиссёра (8)
- Джон Шер — ассистент звукорежиссёра (8)

## Чарты
| Чарт (2021)                               | Высшая позиция |
| ----------------------------------------- | -------------- |
| Бельгия/Валлония (Ultratop)               | 62             |
| Бельгия/Фландрия (Ultratop)               | 33             |
| Великобритания (UK Albums Chart)          | 7              |
| Великобритания (UK Digital Albums Chart)  | 6              |
| Великобритания (UK Physical Albums Chart) | 5              |
| Великобритания (UK Vinyl Albums Chart)    | 10             |
| Германия (Offizielle Top 100)             | 33             |
| Нидерланды (Album Top 100)                | 42             |
| США (Billboard Top Album Sales)           | 19             |
| США (Billboard Top Current Album Sales)   | 16             |
| США (Billboard Top R&B Albums)            | 25             |
| Франция (SNEP)                            | 78             |
| Швейцария (Schweizer Hitparade)           | 21             |
| Швейцария/Романдия (GfK)                  | 21             |
| Шотландия (Scottish Albums Chart)         | 6              |
| Япония (Billboard Japan)                  | 97             |
| Япония (Oricon)                           | 70             |

## Награды и номинации
| Год  | Премия   | Категория                                | Номинант / Работа                | Результат | Ист.  |
| ---- | -------- | ---------------------------------------- | -------------------------------- | --------- | ----- |
| 2023 | «Грэмми» | Лучший традиционный вокальный поп-альбом | Thank You, Дайана Росс           | Ожидается | [ 3 ] |
| 2023 | «Грэмми» | Лучший продюсер года, неклассический     | «I Still Believe», Джек Антонофф | Ожидается | [ 3 ] |

## История релиза
| Регион | Дата          | Формат                                       | Лейбл         | Ист.         |
| ------ | ------------- | -------------------------------------------- | ------------- | ------------ |
| Мир    | 5 ноября 2021 | CD, кассета, LP, цифровая загрузка, стриминг | Decca Records | [ 1 ] [ 54 ] |